# George Cameron
George Cameron (Glasgow, 17 d'agost de 1881 - Nova York, 1968) fou un ciclista estatunidenc, professional des del 1910 fins al 1917.
Es va especialitzar en les curses de sis dies, però no va obtenir cap victòria. Com a amateur va participar en els Jocs Olímpics de 1908, on disputà, sense sort, tres proves del programa de ciclisme.

## Palmarès
- 1909
  - 3r als Sis dies d'Atlanta (amb Worth Mitten)
- 1913
  - 2n als Sis dies de Saint Louis (amb Bill Loftes)
  - 3r als Sis dies de Buffalo (amb Iver Lawson)
- 1913
  - 2n als Sis dies de Saint Louis (amb Bill Loftes)
- 1914
  - 2n als Sis dies de Newark (amb Harry Kaiser)
- 1915
  - 3r als Sis dies de Buffalo (amb Harry Kaiser)
- 1916
  - 3r als Sis dies de Chicago (amb Andrzej Kaiser)
  - 3r als Sis dies de Kansas City (amb Iver Lawson)
- 1917
  - 3r als Sis dies de San Francisco (amb Harry Kaiser)